# Торма (волость)

Торма (эст. Torma vald, Torma) — бывшая волость в Эстонии.
Волость Торма располагалось в северо-восточной части уезда Йыгевамаа. Площадь её составляет 349,3 км². Численность населения равна 2.472 человека (на начало 2006 года). В волость входили 2 города и 24 деревни. Помимо административного центра — малывa посёлокa Торма, на территории волости также находились пгт Садала и деревни Иравере, Канткула, Кодисмаа, Коймула, Кинну, Лееди, Лиикатку, Лиластвере, Нядуаере, Оокатку, Оти, Рассику, Реаствере, Ряябисе, Сятсувере, Теалама, Туимойса, Тоиувере, Тяхквере, Вайату, Ванамойса, Войдивере и Вотиквере.
Торма впервые упоминается в русской летописи за 1212 год.
В прошлом значительную часть населения волости составляли прибалтийские немцы.